# Pierbach
Pierbach je obec v okrese Freistadt v rakouské spolkové zemi Horní Rakousy. Žije zde přibližně 1 000 obyvatel.

## Geografie
Pierbach leží v oblasti Mühlviertel. Přibližně 10 % území obce tvoří lesy a 12 % zemědělská půda.[zdroj?]